# ネットワーク・アナライザ (高周波回路)

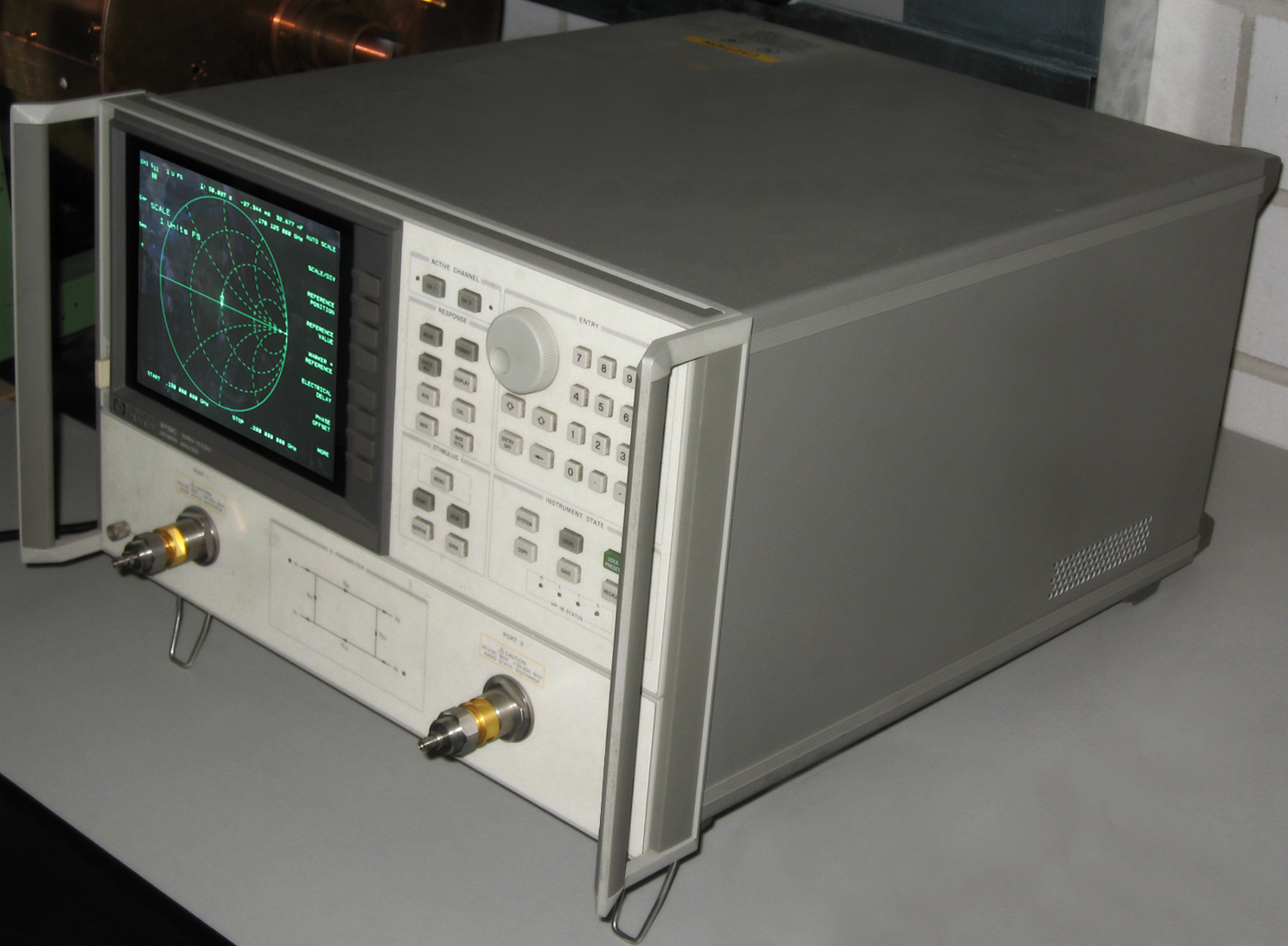
HP 8720A ベクトル・ネットワークアナライザ

電子回路分野においてネットワーク・アナライザは、高周波回路網の通過・反射電力の周波数特性を測定する測定器のこと。

## 概要
フィルタや、フロントエンド (送受信端回路)、PCI-Expressなどの差動伝送線路などを製作した際に、回路のインピーダンス整合の確認や伝送ケーブル内での反射箇所の特定、定在波比 (VSWR) の測定などに応用される。
アンテナメーカや無線機メーカなど、高い周波数で動作する装置を扱うためには欠かせない測定器である。
ヘテロダイン方式にて測定するため測定の精度は高い。
60 dB (1 : 0.000 001) 以上に及ぶダイナミックレンジを有し、大きな信号に埋もれた微小な信号も捉える。
自らが信号源を内蔵するため、位相の確度も高い。
測定前に校正を行うことにより、測定するために接続したケーブルなどによる測定誤差を減らすことができる。
通過・反射電力特性はSパラメータとして測定する。
測定結果はスミスチャートや周波数グラフの形で表現することが多い。

## 原理

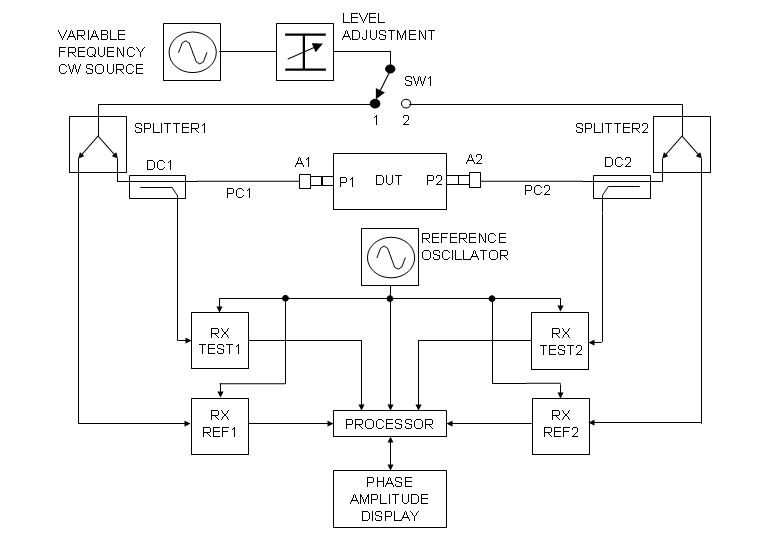
ベクトル・ネットワークアナライザのブロック図の一例

4端子回路網を含む右図において、入力端子対で観測される反射電力 (S11) およびもう片方の端子対で観測される通過電力 (S21) を測定する例を示す。
1. 参照波として、測定する正弦高周波 (VARIABLE_FREQUENCY_CW_SOURCE) を生成する。
2. 参照波を分波器 (SPLITTER1) で2分し、方向性結合機 (DC1) を経由して、測定端子対 (A1) から被測定物 (DUT) へ出力する。
3. 被測定物に不整合があれば電力が反射される。反射された電力は 方向性結合器 (DC1) から取り出し、ヘテロダイン検波器 (RX_TEST_1) にて電力を検出する。
4. 被測定物を通過した電力は DC2 から取り出し、DC1とは別のヘテロダイン検波器 (RX_TEST_2) にて電力を検出する。
5. 位相器 (図中では PROCESSOR に内包される) にて RX_TEST_1 と RX_TEST_2 からの検出信号を RX_REF_1 からの参照波のヘテロダイン検波と比較し、位相を検出する。
6. 得られた電力と位相を、演算器 (PROCESSOR) にて測定前の校正計測結果と比較し、被測定物の反射電力 (S11) および 通過電力 (S21) を演算する。

以上の計測手順を、設定された周波数範囲に合わせて自動的に繰り返す。

## 変遷
1990年あたり以降、ネットワーク・アナライザとはベクトル・ネットワーク・アナライザを差すことが多い。
この装置は電力の強度と位相を同時に測定する。
これに対し、往年にはスカラ・ネットワーク・アナライザが使用された。
スカラ・ネットワーク・アナライザでは、電力と位相の測定は別に行われた。
近年のネットワーク・アナライザは、他の測定器と同じくGP-IBなどの制御インターフェースを持ち、測定データや較正データの入出力、測定器の制御を行うことができる。2000年あたり以降のものについてはアジレント・テクノロジー、ローデシュワルツ共にWindowsベースとなり、E-Calと呼ばれる器具をUSB経由で接続することにより校正を自動的に行えるようになった。またWindowsベースであるためネットワーク上で測定データの共有等も簡単に行う事ができる。
測定データは、高周波回路の動作をシミュレートするときの実動作データとして使用することができる。
1995年ごろにアジレント・テクノロジーから発売されたTouchstoneは、測定データを取り込むことのできる高周波回路シミュレータのひとつである。ファイル形式としては.snp(nはポート数)ファイルであり、現在市販の電磁界ならびに回路シミュレータの多くはこのファイルの入出力をサポートしている。
電気/光信号および光/電気信号変換器と組み合わせることにより、光部品アナライザ (Lightwave component analyzer, LCA) として光通信素子の開発にも使用される。

## 主要なメーカ
- アドバンテスト（ハイエンド機は販売を終了、ローエンド機を販売）
- キーサイト・テクノロジー
- アンリツ
- ローデ・シュワルツ